# جامال تینزلی
جامال تینزلی (انگلیسی: Jamaal Tinsley؛ زادهٔ ۲۸ فوریهٔ ۱۹۷۸) بازیکن بسکتبال اهل ایالات متحده آمریکا است.
از باشگاه‌هایی که در آن بازی کرده‌است می‌توان به یوتا جاز، ایندیانا پیسرز، و ممفیس گریزلیز اشاره کرد.